# Lucas Museum of Narrative Art
Het Lucas Museum of Narrative Art is een Amerikaans museum dat is opgericht door regisseur George Lucas en zakenvrouw Mellody Hobson. Het museum zal onderdak bieden aan tekeningen, fotografie, illustraties, film- en digitale kunst uit Lucas' persoonlijke collectie, en een Star Wars-tentoonstelling. Het zal gevestigd worden op Exposition Park, Los Angeles, Californië.
De bouw van het museum is in 2018 begonnen.

## Geschiedenis
De eerste directeur van het museum was Don Bacigalupi, de voormalige directeur van het Crystal Bridges Museum of American Art in Bentonville, Arkansas. Hij nam ontslag in de eerste maanden van 2019.

### San Francisco
Het Lucas Museum of Narrative Art, dat eerder bekend stond als het Lucas Cultural Arts Museum, zou in eerste instantie gebouwd worden in Crissy Field, San Francisco. Het zou Lucas' kunstcollectie tentoonstellen, die ongeveer een waarde heeft van $1 miljard. Er werd vier jaar met The Presidio Trust, dat de Presidio van San Francisco beheert, onderhandeld over de locatie in San Francisco. Maar Lucas kondigde aan dat het museum gebouwd zou worden in Chicago, nadat de onderhandelingen in San Francisco waren mislukt en de burgemeester van Chicago een stuk land had beloofd aan de oever van Lake Michigan. Daarbij zou het museum het land in Chigaco Park District voor $1 per jaar huren.
Tevens had de burgemeester van Los Angeles, Eric Garcetti, ook een bid uitgebracht om het museum naar zijn stad te halen, waarbij hij land beschikbaar stelde in het Exposition Park in Los Angeles nabij de University of Southern California. Ook Youngstown, Ohio, had een bid gedaan op het museum, waarbij een stuk land in downtown Youngstown werd aangeboden.

### Chicago
De beoogde locatie voor het museum in Chicago was gelegen op een parkeerplaats vlak bij Soldier Field, Burnham Harbor en het Museum Campus en was uitgekozen door een stadscommissie.
Na de formele aankondiging van de locatie langs de kust van Chicago's meer, en later van het architectonisch ontwerp, kreeg het project weer veel kritiek te verduren. In een editorial kritiseerde de Chicago Tribune de omvang van het ontwerp: "meer een monument voor zijn bouwheer dan een bescheiden toevoeging aan de openbare ruimte".
MAD Architects, dat wordt geleid door Ma Yansong, was verantwoordelijk voor het ontwerp van het gebouw op de locatie in Chicago, terwijl VOA Associates aangewezen werd als constructeur. Toen het ontwerp bekend werd, kreeg het enige kritiek. Zo noemde Blair Kamin van het Chicago Tribune het gebouw "needlessly massive" en riep op tot een "dose of restraint" om zo het waterfront te behouden. 
Herziene ontwerpen werden in september 2015 vrijgegeven. Het gebouw was kleiner, maar met nagenoeg hetzelfde design.